# Club privé (album)
Club privé è il quarto album del gruppo italiano Massimo Volume, pubblicato nel 1999 dalla Mescal.

## Il disco
Questo disco si avvale della collaborazione di Manuel Agnelli (Afterhours) nelle vesti di produttore artistico e musicista. La produzione esecutiva è invece affidata a Valerio Soave e Mescal. Hanno partecipato alle registrazioni lo stesso Agnelli, Cristina Donà e Steve Piccolo.
Il disco è stato registrato e mixato nel 1999 da Paolo Mauri presso lo studio Regsen di Mauro Pagani a Milano, mentre è stato masterizzato da Paul Libson a Londra.
La grafica è opera del collettivo Nananana, con immagini di Dorothea Breke (elaborazione di un dipinto di Christian Schad).In questo disco Clementi per la prima (ed unica volta) canta in alcuni brani invece di declamare i testi.
Nel booklet del CD ogni testo è anticipato da un'introduzione.

## Formazione

### Gruppo
- Emidio Clementi - voce e basso elettrico
- Egle Sommacal - chitarra
- Vittoria Burattini - batteria
- Metello Orsini - chitarra

### Altri musicisti
- Cristina Donà - voce in Pondicherry, Privé
- Manuel Agnelli - cori in Il giorno nasce stanco, Avevi ragione, Saint Jack, Il tuo corpo affamato
- Steve Piccolo - violoncello in Privé

## Tracce
1. Pondicherry - 3:31
2. Seychelles '81 - 4:51
3. Dopo che - 4:48
4. Il giorno nasce stanco - 5:10
5. Avevi ragione - 5:02
6. Privé - 4:06
7. Ti sto cercando - 4:49
8. Saint Jack - 3:43
9. Il tuo corpo affamato - 3:11
10. Privé (reprise) - 4:05 - strumentale
11. Altri nomi - 4:18